# Beleg van Damascus

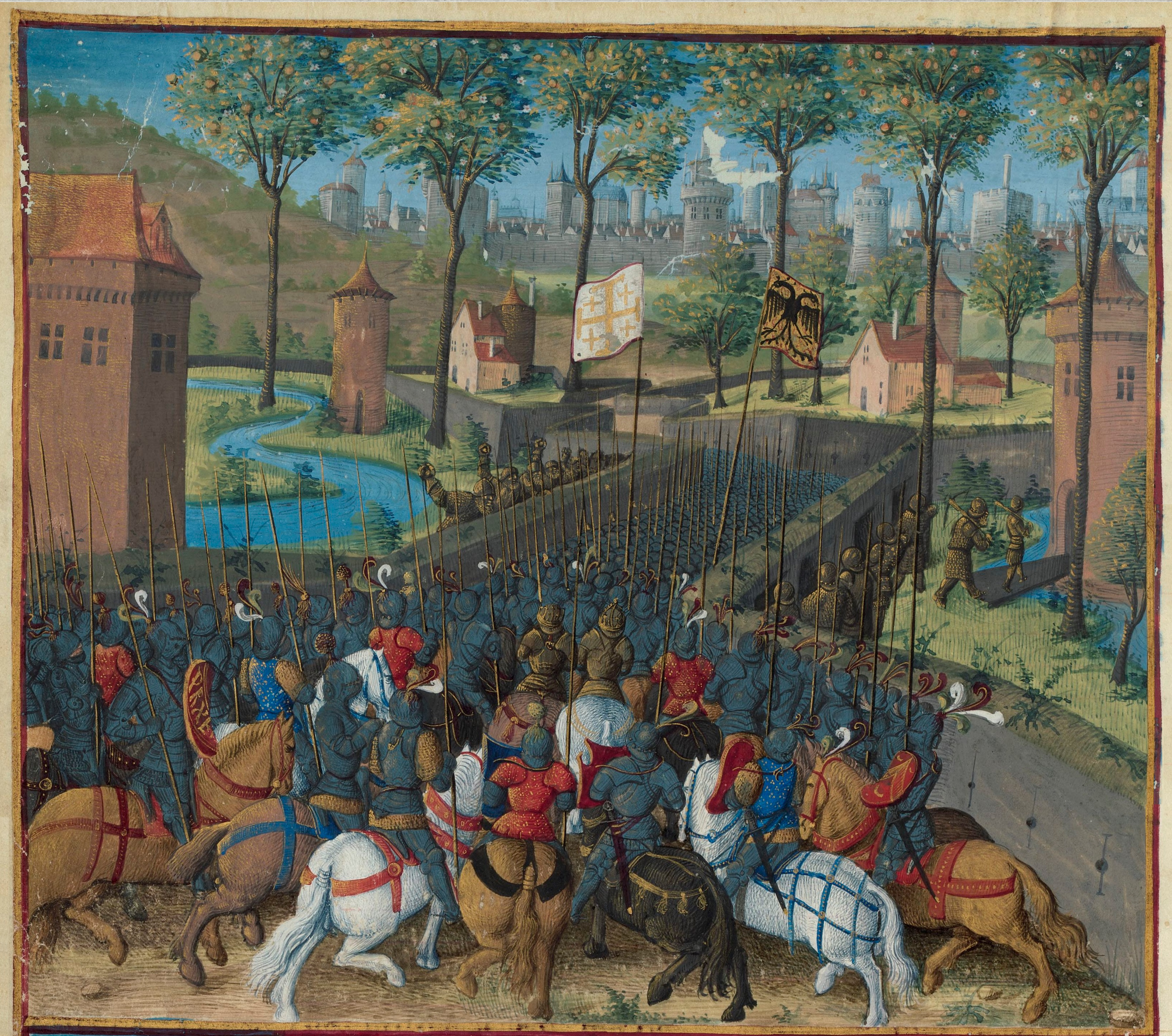
Beleg van Damascus

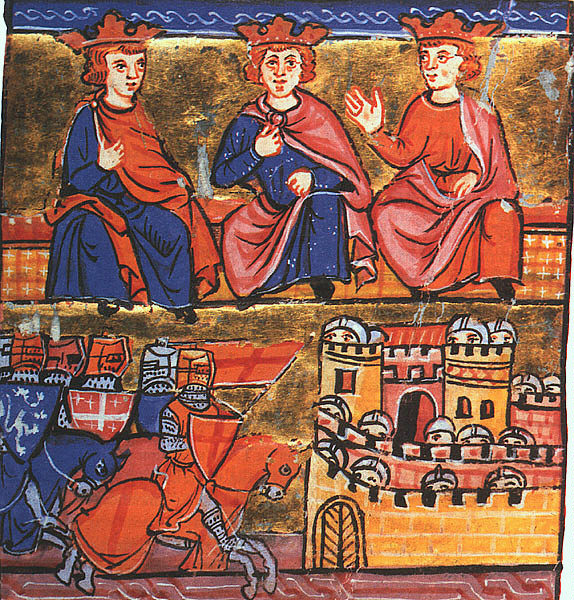
De drie koningen beslissen om Damascus aan te vallen

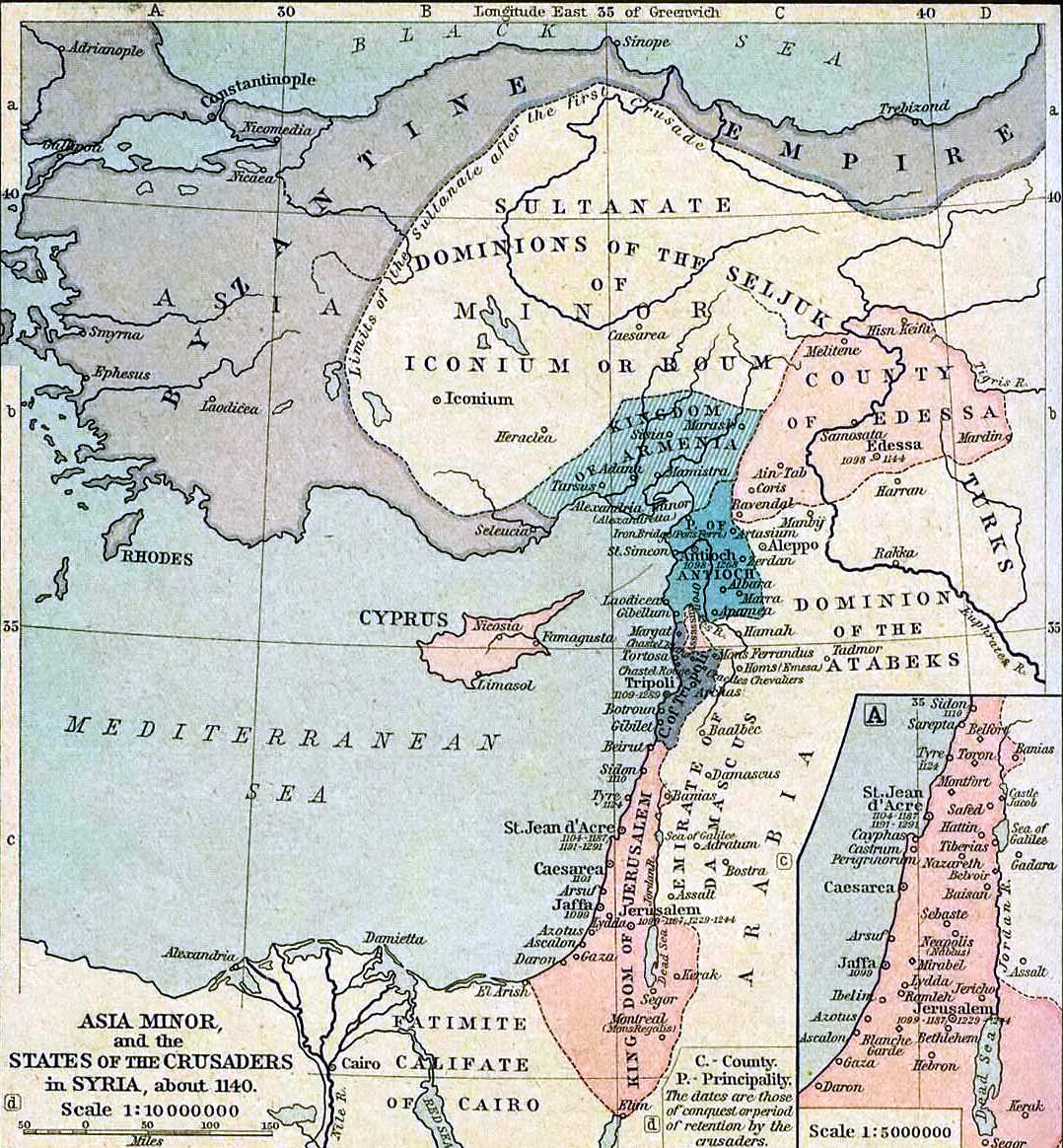
Het gebied van de Tweede Kruistocht

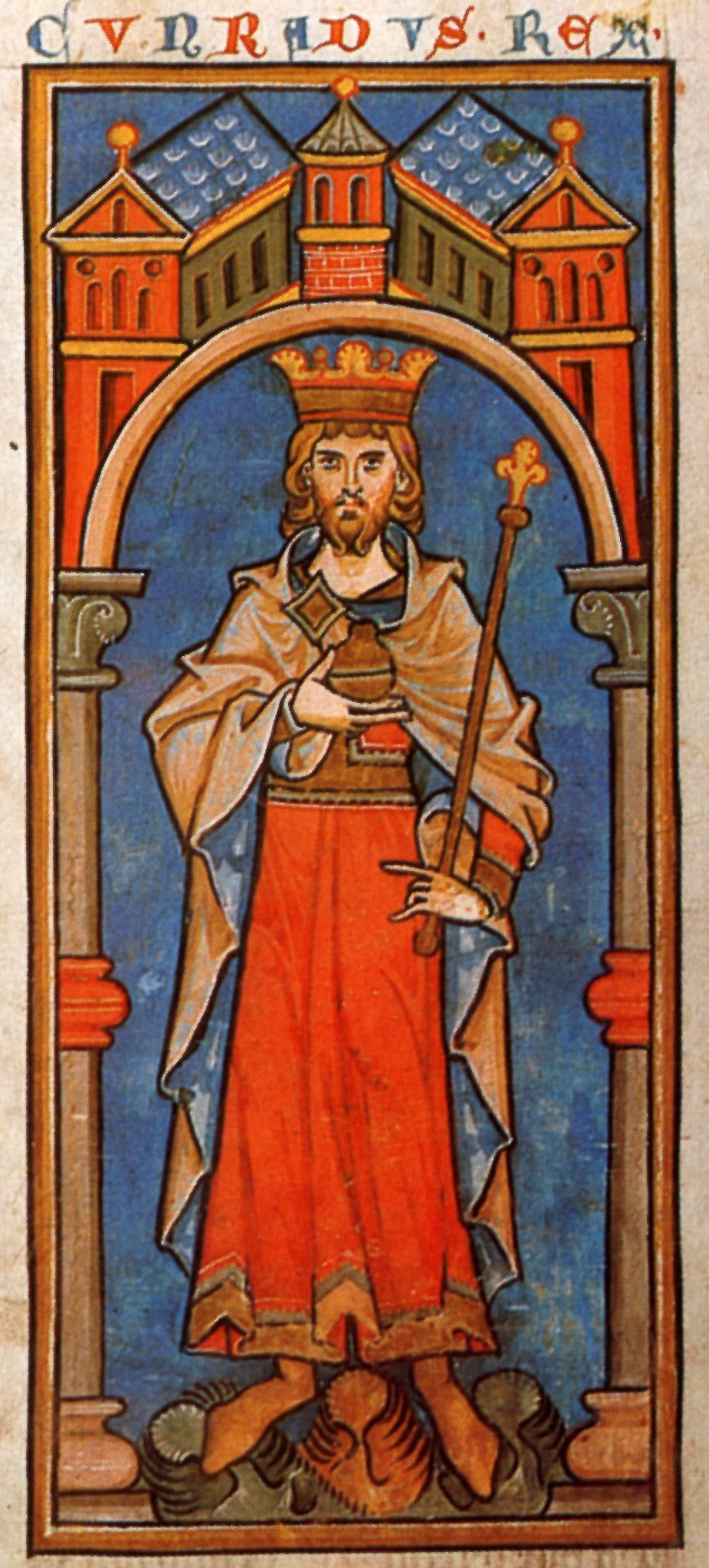
Koning Koenraad III van Hohenstaufen

Het Beleg van Damascus was een mislukte belegering van de stad Damascus van 24 tot 29 juli 1148 door de kruisvaarders die het einde betekende van de Tweede Kruistocht.

## De Tweede Kruistocht
Koning Lodewijk VII van Frankrijk en koning Koenraad III van Duitsland hadden gehoor gegeven aan de oproep tot een Tweede Kruistocht door paus Eugenius III en Bernard van Clairvaux en waren opgerukt naar het Heilig Land. In Anatolië hadden ze een groot deel van hun leger verloren.

## Raad van Acre
Oorspronkelijk wilden ze Edessa heroveren dat in 1144 door Zengi was ingenomen. Na de dood van Zengi had graaf Jocelin II van Edessa in 1146 de stad heroverd, maar de zoon Nur ad-Din van Zengi had Edessa verwoest en ontvolkt. Te Jeruzalem wilden koning Boudewijn III van Jeruzalem en de Tempeliers naar de heilige stad Damascus en zo besloot de Raad van Acre in de Haute Cour van Jeruzalem te Akko op 24 juni om naar Damascus te trekken, tegen de wil van de plaatselijke baronnen in. De plaatselijke baronnen wezen erop, dat de Buriden weliswaar moslims waren, maar bondgenoten tegen de Zengiden. Imad ad-Din Zengi had Damascus belegerd in 1140 en de vizier van de mammelukken Mu'in ad-Din Unur had in naam van de jonge Mujir ad-Din Abaq een verdrag met Jeruzalem onderhandeld via de geschiedschrijver Usama ibn Munqidh. Damascus betaalde belasting aan Jeruzalem. De drie koningen Boudewijn, Lodewijk en Koenraad bleven bij hun besluit.

## Opmars
In juli verzamelden de legers bij Tiberias en trokken ze met het Heilig Kruis voorop met 50.000 man rond het Meer van Galilea langs Baniyas. Ze kwamen op 23 juli bij Daraiya.
De kruisvaarders vielen Damascus aan vanuit het westen, waar boomgaarden genoeg voedsel boden.
Willem van Tyrus schreef:
Bij Daraiya stelden de vorsten hun legers op in slagorde. Wegens zijn terreinkennis ging de divisie van de Koning van Jeruzalem voorop. Daarna volgde Koning Lodewijk VII. Keizer Koenraad III vormde de achterhoede.
De moslims waren goed voorbereid en vielen de kruisvaarders aan met pijlen en speren als ze door de boomgaarden trokken.

## De Barada
Op zaterdag 24 juli vielen de kruisvaarders 's morgens aan langs de oevers van de rivier Barada.
Er braken hevige gevechten uit tussen de kruisvaarders en de troepen uit Damascus samen met de ahdath militie en Turkomannen huurlingen.
Willem van Tyrus schreef:
De ruiters van de stad en degenen die hen kwamen helpen, beseften dat ons leger door de boomgarden kwam om de stad te belegeren en zij trokken naar de rivier die door de stad liep. Met hun bogen en kruisbogen wilden ze het leger tegenhouden. Keizer Koenraad, die achteraan volgde, vroeg, waarom het leger niet vooruitkwam. Men zei hem, dat de vijand de rivier beheerste en daar het leger tegenhield. Koenraad galoppeerde met zijn ridders vooruit. Bij de rivier stegen ze af om te vechten.
Een charge van Koenraad dreef de verdedigers terug over de Barada rivier naar Damascus.
De Syrische geschiedschrijver Abu Shama schreef:
Hoewel er veel ahdath milities, Turken en gewone mensen van de stad, vrijwilligers en soldaten die uit de provincies gekomen waren hen steunden, werden de Moslims overrompeld door het groot aantal vijanden en werden ze verslagen door de goddelozen. Die staken de rivier over, trokken de tuinen in en sloegen hun kamp op. De Franken velden bomen voor palissades. Ze vernielden de boomgaarden en brachten er de nacht door.

## Het beleg
De kruisvaarders belegerden de stad tegenover de poort Bab al-Jabiya waar de Barada niet langs Damascus stroomde.
Unur had bodes uitgezonden om hulp te vragen aan Saif ad-Din Ghazi I van Mosoel en Nur ad-Din van Aleppo en hij viel zelf het kamp van de kruisvaarders aan.
De kruisvaarders werden weggedreven van de stadsmuren naar de boomgaarden.
Tijdens de tegenaanval van zondag 25 juli leden de moslims zware verliezen, waaronder de 71-jarige Malikieten rechtsgeleerde Yusuf al-Findalawi, de bejaarde Soefi Abd ar-Rahmān al-Halhūlī en de krijgsheer Nur al-Dawlah Shahinshah.
Al-Findalāwī zei:
“Ik heb verkocht en Hij heeft van mij gekocht. Bij Allah, ik zeg het verdrag niet op noch vraag ik om opzegging.”
Daarmee verwees hij naar Soera 9:111 van de Koran:
"Allah heeft de gelovigen hun persoon en hun vermogen afgekocht zodat ze het paradijs zouden krijgen. Nu moeten zij om Gods wil vechten en daarbij zelf de dood ingaan.”
Over een aanval op het kamp van de kruisvaarders op 26 juli schreef Abu Shama:
"Een grote groep bewoners en dorpelingen joeg de wachtposten op de vlucht en doodde hen zonder schrik voor gevaar. Ze namen de hoofden van al de gedode vijanden als trofee. Het aantal hoofden dat ze verzamelden was aanzienlijk."
Volgens Willem van Tyrus besloten de kruisvaarders op 27 juli om naar de oostelijke vlakte te trekken, waar de stad minder versterkt was, maar waar er minder eten en water was.

## Wantrouwen
De kruisvaarders waren het oneens wie de stad zou krijgen eens ze ingenomen was.
De plaatselijke baronnen stelden Guy de Brisebarre van Beiroet voor.
Diederik van de Elzas, graaf van Vlaanderen wou de stad voor zichzelf en kreeg steun van Boudewijn, Lodewijk en Koenraad.
Unur vertrouwde Saif ad-Din en Nur ad-Din niet: ze zouden zelf de stad kunnen innemen.
Er werd gezegd, dat Unur de leiders had omgekocht om een minder goed verdedigbare stelling in te nemen en dat hij had beloofd om zijn verbond met Nur ad-Din op te geven als de kruisvaarders terugtrokken. Nur ad-Din en Saif ad-Din waren bij Homs aangekomen en onderhandelden met Unur om het bezit van Damascus, wat noch Unur noch de kruisvaarders wilden. Saif ad-Din schreef naar de kruisvaarders en riep ze op om terug te keren.

## Ontzet
Nur ad-Din sneed de kruisvaarders de terugtocht naar hun vorige stelling af.
De plaatselijke baronnen weigerden het beleg voort te zetten.
De drie koningen braken het beleg op.
Koenraad vertrok op 28 juli als eerste terug naar Jeruzalem.
Tijdens de terugtocht werden ze nog beschoten door boogschutters van de Seltsjoeken.

## Einde van de Tweede Kruistocht
Koenraad wilde Ashkelon heroveren op de Fatimiden, maar na het mislukte beleg wantrouwden de kruisvaarders elkaar en de Fransen en de Vlamingen wilden niet mee. Koenraad had te weinig soldaten over om Ashkelon alleen te belegeren en keerde terug naar Constantinopel.
Damascus wantrouwde de kruisvaarders en in 1154 kreeg Nur ad-Din de stad in handen.